# Forum de Théodose

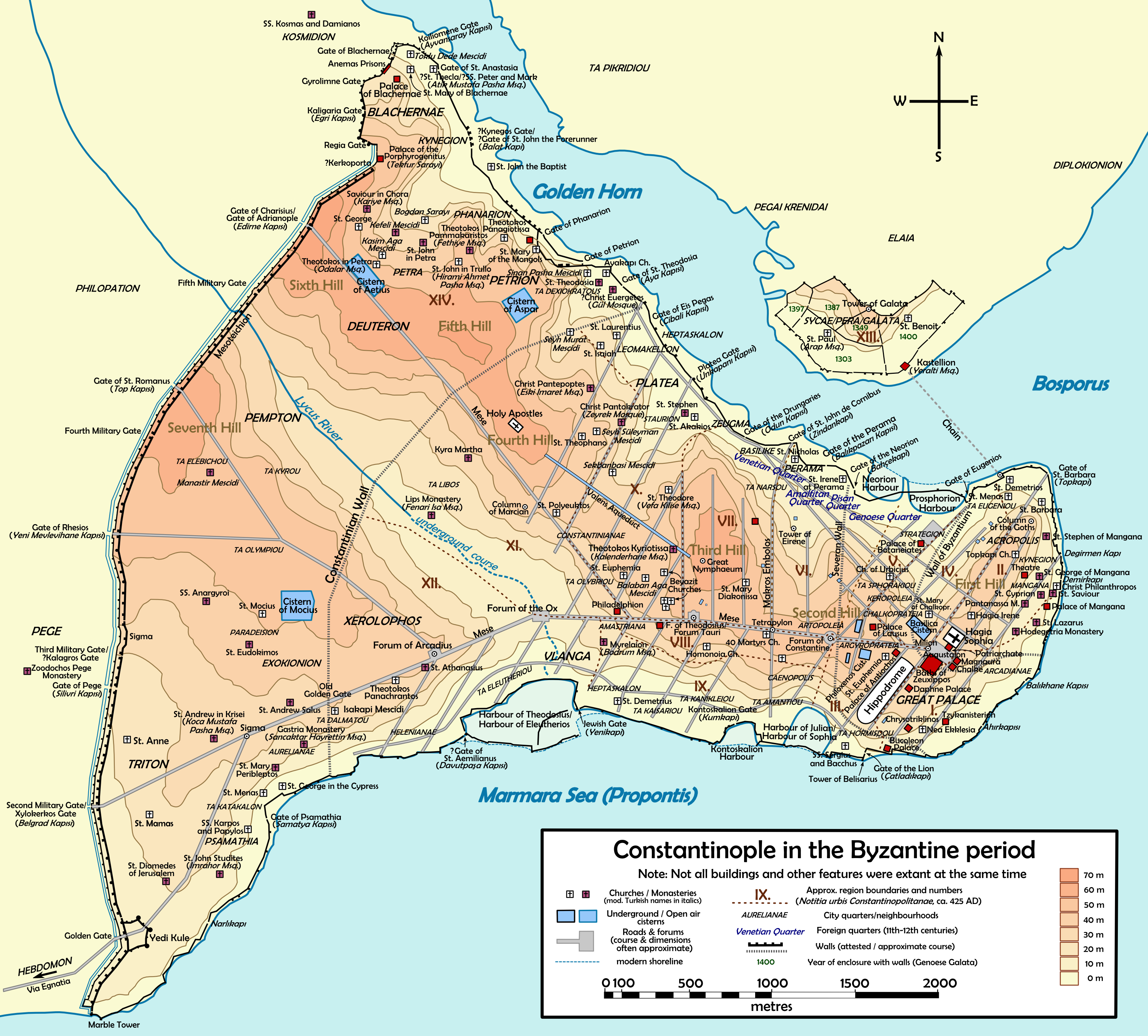
Plan de Constantinople pendant la période byzantine

Le forum de Théodose (grec moderne : φόρος Θεοδοσίου), à l'origine Forum Tauri, est une ancienne place publique de Constantinople, au centre de la ville, aujourd'hui Beyazıt Meydanı. 

## Histoire
Le forum fut fondé par Constantin, sous le nom de Forum Tauri (« forum du Taureau »). 
En 393, il fut reconstruit par l'empereur Théodose Ier sur le modèle du forum de Trajan à Rome. Il prit alors le nom de « forum de Théodose ». La place était entourée de bâtiments publics (églises, thermes, portiques). En son centre fut érigée une colonne triomphale en l'honneur de l'empereur.

## Monuments

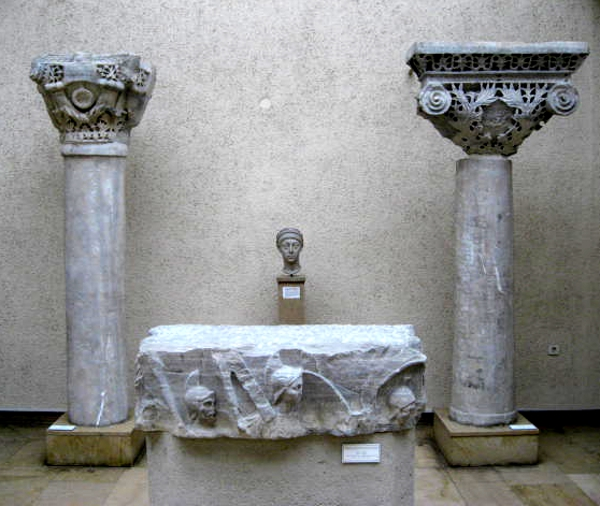
Fragment de la colonne de Théodose (au centre) et autres éléments du Forum Tauri.

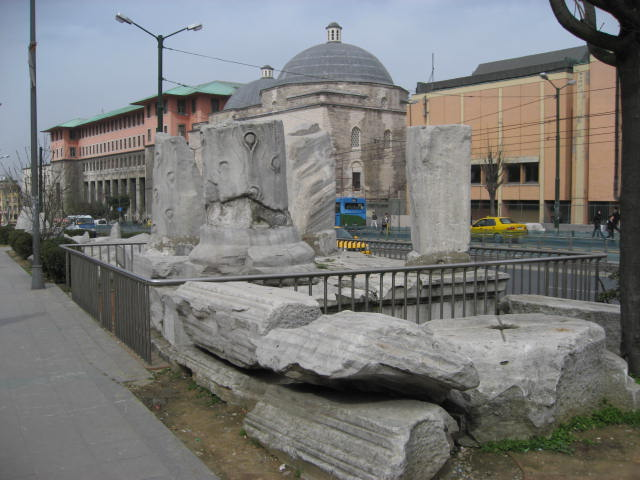
Vestiges du Forum près du quartier Beyazıt à Istanbul.

### Colonne de Théodose
La colonne de Théodose a été érigée par l'empereur Théodose Ier, dans les années 380, dans la tradition des colonnes triomphales de Rome, comme la colonne Trajane et la colonne de Marc-Aurèle.
En 1204, Alexis V Doukas Murzuphle, empereur byzantin déchu, est jugé par Baudouin Ier de Flandre, qui le condamne à mort pour avoir fait assassiner Alexis IV Ange ; Alexis V est monté en haut de la colonne de Théodose, attaché à une planche, puis précipité dans le vide,.
Il ne reste de la colonne que des fragments de marbre sculptés.